# Physiphora elbae
Physiphora elbae är en tvåvingeart som beskrevs av Steyskal 1968. Physiphora elbae ingår i släktet Physiphora och familjen fläckflugor.
Artens utbredningsområde är Sudan. Inga underarter finns listade i Catalogue of Life.